# Space in Space

Space in Space, hrvatski glazbeni sastav iz Splita. 

## Povijest
Osnovao ih je 2011. godine Nikola Džaja. Sviraju art/progresivni rock. Prvi album From Clouds To Stars objavio je 18. lipnja 2013. i dostupan je na Bandcampu. Na tom je albumu sve snimio i izmiksao sam osim gitara. Dobio je pozitivne recenzije iz inozemstva. Albumom mjeseca proglasio ga je španjolski portal Portal Esquizofrenia (www.portalesquizofrenia.com/) danas imena Rock Progresivo (www.rock-progresivo.com/), koji se bavi progresivnim i simfoničkim rockom, a portal Descubre La caja de Pandora (www.descubrelacajadepandora.blogspot.com) ga je uvrstio u prvih 20 progresivnih rock albuma 2013. godine.
Početkom 2014. Džaji su se pridružila još četvero glazbenika čime je sastav mogao nastupati uživo, a Džaja je snimao u međuvremenu drugi album koji je najavio za ljeto 2014. godine. Nastupili su na Karlovačko Band Contestu 2015. godine skladbom Heartbeats. U sastavu su tad na bili: na vokalu i klavijaturama Nikola Džaja, gitare, klavijature i pozadinski vokal bio je Vojan Koceić, klavijature, sempliranje i pozadinski vokal bio je Elvis Sršen, bas-gitaru i kontrabas Jelena Galić i na bubnjevima Jan Ivelić. U prikazu Croatian Metal Scenea na Facebooku okarakterizirali su sastav i kao "metal" i da zvukom ih se može asocirati s OSI, Riverside, Porcupine Tree... i kao Džajin samostalni projekt s povremenim pojavljivanjem gostujućih glazbenika. 2015. godine objavili su singl Heartbeats koji je trebao biti na drugom albumu Transcendence 2015. godine. Bubnjevi su snimili kod Tomislava Mrduljaša. Klavijature i semplove kod Drugi album koji je bio najavljivan za 2014. svoje je miksanje imao tek kasnog prosinca 2015. godine. Džaja je napisao sve pjesme, a na albumu su sudjelovali Jan Ivelić (bubnjevi), Josip Žaja (bas gitara), Vojan Koceić, Mateo Burmaz i Lada Džaja (gitare) te Siniša Jakelić (prateći vokal). Zvukom je dosta čvršće i dinamičnije od prvoga s dosta više oscilacija, a žanrovski tu je prog metal, industrial sve do atmosferičnih momenata. Spot za prvi singl Break The Chains objavio je 24. prosinca 2015. godine.

## Diskografija
- From Clouds to Stars, 2013.
- Transcendence, 2015.

## Članovi
Progresivni rock projekt glazbenika Nikole Džaje, u kojem sam sve sklada, snima, svira, producira, gdje je i bubnjar, kao i glazbenik. Glazbeno su na sastav utjecali OSI, Marillion, Kevin Moore, Porcupine Tree, Peter Gabriel, NIN, Steven Wilson i dr.
U sastavu Libru smatraju ga bratskim sastavom zato što ga u mnogome čine ljudi odgovorni za Librov zvuk (Vojan Koceić, Jan Ivelić - Pele), glavni čovjek Nikola Džaja sudjelovao je u aranžmanu skladbe Odraslih s kojom su 2014. godine osvojili nagradu časopisa Rolling Stone na prvom povijesnom izdanju festivala Rockoff. Basist u Space in Space je Josip Žaja koji je također skladao, snimao i nastupao s Librom. Oba sastava imaju istog klavijaturista - Elvisa Sršena.

## Ostalo
Osnivač Nikola Džaja radio je glazbu za dokumentarni film o pomorcima Modri kavez.

## Vanjske poveznice
- Facebook
- Kanal Nikole Džaje na YouTubeu
- BandCamp